# Jan-Carlo Simić
Jan-Carlo Simić (2. květen 2005, Nürtingen, Německo) je srbský fotbalový obránce, který od léta 2024 hraje za belgický Anderlecht a také hraje za srbský národní tým.

## Přestupy
- z Stuttgart do Milán za 1 000 000 Euro
- z Milán do Anderlecht za 3 000 000 Euro

## Kariéra

### Klubová
Svou fotbalovou kariéru zahájil v mládežnickém systému Hegnachu, později v roce 2016 přestoupil do Stuttgarter a o dva roky později do Stuttgartu.
V roce 2022 jej koupil Milán, čímž posílil tým Primavera. Během letní přípravy na sezónu 2023/24 byl opakovaně nasazován do prvního týmu a zúčastnil se několika přátelských zápasů. Dne 4. listopadu obdržel první oficiální povolání do zápasu Serie A proti Udinese, aniž by se do zápasu zapojil. První utkání odehrál 17. prosince, když ve 24. minutě nahradil zraněného Pobegu a o 17 minut později vstřelil první branku na 2:0.
Dne 23. července 2024 byl prodán do Anderlechtu.

### Reprezentační
Hrál za srbské národní mládežnické týmy U-16, U-17, U-18 a U-19. V březnu 2024 byl poprvé povolán do seniorského národního týmu na přátelské zápasy proti Rusku a Kypru, ale debutovat se mu nepodařilo. Debutoval 5. září 2024 v druhé polovině zápasu Ligy národů UEFA, který skončil remízou 0:0 proti Španělsku.

## Statistika

### Klubová
| Sezóna  | Klub       | Liga       | Liga   | Liga | Domácí poháry | Domácí poháry | Domácí poháry | Kontinentální poháry | Kontinentální poháry | Kontinentální poháry | Celkem | Celkem |
| Sezóna  | Klub       | Soutěž     | Zápasy | Góly | Soutěž        | Zápasy        | Góly          | Soutěž               | Zápasy               | Góly                 | Zápasy | Góly   |
| ------- | ---------- | ---------- | ------ | ---- | ------------- | ------------- | ------------- | -------------------- | -------------------- | -------------------- | ------ | ------ |
| 2023/24 | Milán      | Serie A    | 4      | 1    | IP            | 2             | 0             | LM                   | 0                    | 0                    | 6      | 1      |
| 2024/25 | Anderlecht | Pro League | 33     | 3    | BP            | 6             | 1             | EL                   | 10                   | 0                    | 49     | 4      |
| Celkově | Celkově    | Celkově    | 37     | 4    | -             | 8             | 1             | -                    | 10                   | 0                    | 55     | 5      |